# Вайт-Маунтен-Лейк (Аризона)
Вайт-Маунтін-Лейкс-Істейтс або Вайт-Маунтін-Лейк (англ. White Mountain Lakes Estates, Озеро Білої гори) — переписна місцевість (CDP) в США, в окрузі Навахо штату Аризона. Населення — 2205 осіб (2010).

## Географія
Вайт-Маунтен-Лейк розташований за координатами 34°20′39″ пн. ш. 109°59′13″ зх. д. / 34.34417° пн. ш. 109.98694° зх. д. (34.344046, -109.986811). За даними Бюро перепису населення США в 2010 році переписна місцевість мала площу 62,82 км², з яких 62,02 км² — суходіл та 0,80 км² — водойми.

## Демографія
Згідно з переписом 2010 року, у переписній місцевості мешкало 2205 осіб у 922 домогосподарствах у складі 590 родин. Густота населення становила 35 осіб/км². Було 1772 помешкання (28/км²).
Расовий склад населення:
| - 91,5 % — білих - 1,4 % — корінних американців - 0,5 % — азіатів - 0,3 % — чорних або афроамериканців - 4,8 % — осіб інших рас |

До двох чи більше рас належало 1,6 %. Частка іспаномовних становила 16,3 % від усіх жителів.
За віковим діапазоном населення розподілялося таким чином: 21,9 % — особи молодші 18 років, 57,4 % — особи у віці 18—64 років, 20,7 % — особи у віці 65 років та старші. Медіана віку мешканця становила 47,5 року. На 100 осіб жіночої статі у переписній місцевості припадало 105,7 чоловіків; на 100 жінок у віці від 18 років та старших — 103,5 чоловіків також старших 18 років.
Середній дохід на одне домашнє господарство становив 31 878 доларів США (медіана — 24 297), а середній дохід на одну сім'ю — 33 973 долари (медіана — 28 533). Медіана доходів становила 30 335 доларів для чоловіків та 25 000 доларів для жінок. За межею бідності перебувало 42,3 % осіб, у тому числі 63,8 % дітей у віці до 18 років та 25,6 % осіб у віці 65 років та старших.
Цивільне працевлаштоване населення становило 636 осіб. Основні галузі зайнятості: роздрібна торгівля — 31,1 %, освіта, охорона здоров'я та соціальна допомога — 13,1 %, виробництво — 12,3 %.